# Loxioda coniventris
Loxioda coniventris är en fjärilsart som beskrevs av Embrik Strand 1915. Loxioda coniventris ingår i släktet Loxioda och familjen nattflyn. Inga underarter finns listade i Catalogue of Life.